# 薩氏樸麗魚
薩氏樸麗魚，為輻鰭魚綱鱸形目隆頭魚亞目慈鯛科的其中一種，被IUCN列為易危保育類動物，分布於非洲維多利亞湖流域，體長可達10.5公分，棲息在沙底質、岩石底質水域，屬雜食性，以腹足類、矽藻、橈腳類、昆蟲幼蟲等為食，生活習性不明。

## 擴展閱讀
維基物種上的相關：薩氏樸麗魚